# U.S. Route 287
La U.S. Route 287 (US 287) est une US Route auxiliaire de la US 87. Elle parcourt 1 791 miles (2 882 km), faisant d'elle la deuxième route auxiliaire la plus longue du pays après la US 281. Elle sert de route majeure entre Dallas-Fort Worth et Amarillo, Texas ainsi qu'entre Fort Collins, Colorado et Laramie, Wyoming. La route est coupée en deux segments séparés par le Parc national de Yellowstone, où des routes non-numérotées servent de lien entre les segments.
La terminus sud de la route (de même que ceux des US 69 et US 96) est à Port Arthur, Texas, à une intersection avec la SH 87, cinq miles (8 km) au nord du Golfe du Mexique. Son terminus nord est à Choteau, Montana, 100 miles (160 km) au sud de la frontière canadienne, à une intersection avec la US 89. Elle rencontre sa route-mère à deux reprises, d'abord en multiplex avec celle-ci entre Amarillo et Dumas, Texas ainsi qu'en la croisant à Denver, Colorado.

## Description du tracé

### Texas
La US 287 débute à Port Arthur en multiplex avec la US 69 et la US 96 à une intersection avec la SH 87. Depuis Port Arthur, la US 287 se rend à Beaumont et Lumberton, où elle se sépare de la US 96. La US 69 / US 287 continue vers le nord-ouest jusqu'à Woodville. Les routes se séparent à cet endroit et la US 287 continue vers le nord-ouest. Elle passe par Corrigan, Groveton, Crockett, Palestine et Corsicana, où elle rejoint l'I-45 en multiplex. Le multiplex prend fin à Ennis et la US 287 reprend son alignement vers le nord-ouest. Elle passe par Waxahachie et Mansfield avant d'atteindre la région métropolitaine de Dallas-Fort Worth. À Fort Worth, elle forme un court multiplex avec l'I-20 puis avec l'I-820 et traverse la ville vers le nord-ouest. Au centre-ville, elle se joint à l'I-35W vers le nord et s'en sépare au nord de la ville. Depuis, la US 287 continue vers le nord-ouest jusqu'à Wichita Falls en passant par Decatur et Bowie. Elle passe ensuite par Vernon, Quanah et Childress avant d'entrer dans le Panhandle du Texas.
Dans le Panhandle, la US 287 continue son trajet vers le nord-ouest et passe par Memphis, Hedley et Claude avant d'atteindre Amarillo. Elle forme un multiplex avec l'I-40 jusqu'à la jonction avec l'I-27 / US 87, où elle rejoint la US 87 vers le nord. Le multiplex mène les routes jusqu'à Dumas et la US 287 continue vers le nord. Elle passe par Stratford avant d'atteindre la frontière de l'Oklahoma.

### Oklahoma
En Oklahoma, la US 287 ne traverse que le comté de Cimarron, dans l'est du Panhandle de l'Oklahoma. Après être entrée dans l'état au sud-est de Boise City, la US 287 rejoint cette ville. Elle y rencontre la US 385 et les deux routes forment un multiplex pour le reste de leur court parcours dans l'état. Au nord de la ville, la route atteint la frontière du Colorado.

### Colorado
La US 287 entre au Colorado dans une section très rurale de l'état. La route se dirige vers le nord et atteint Springfield puis Lamar, où la US 287 et la US 385 se séparent. La US 287 continue en multiplex avec la US 50 vers l'ouest jusqu'à Wiley et reprend la direction nord jusqu'à Eads et Kit Carson, où elle adopte un alignement vers le nord-ouest en multiplex avec la US 40. Les routes atteignent Limon et y rejoignent l'I-70 vers l'ouest. Le multiplex les mène à Denver. Aussitôt entrée dans les limites de Denver, la US 40 / US 287 quitte l'I-70 et devient E. Colfax Avenue. Après la jonction avec l'I-25 / US 87, la US 287 bifurque vers le nord sur N. Federal Boulevard. Elle traverse Denver vers le nord et, à la jonction avec W. 120th Street, l'emprunte vers l'ouest jusqu'à Broomfield, où elle reprend la direction nord. Elle passe ensuite par Longmont, Loveland et Fort Collins en étant parallèle à l'I-25 / US 87. Au nord de Fort Collins, la US 287 bifurque légèrement vers le nord-ouest jusqu'à la frontière du Wyoming.

### Wyoming
La US 287 entre au Wyoming via un col entre les Monts Laramie à l'est et les Monts Medicine Bow à l'ouest. Elle atteint Laramie et rencontre l'I-80 / US 30. La US 287 rejoint la US 30 en multiplex vers le nord et le nord-ouest jusqu'à Medicine Bow et bifurque vers le sud-ouest jusqu'à l'est de Sinclair, où la US 30 / US 287 rejoint l'I-80 vers l'ouest. La US 287 quitte l'I-80 / US 30 à Rawlins et continue vers le nord-ouest. Elle passe par Jeffrey City et Lander avant de rejoindre la US 26 vers le nord-ouest. Le multiplex mène la route jusqu'au Parc national de Grand Teton où elle rencontre la US 89 / US 191. La route se dirige vers le nord et atteint le Parc national de Yellowstone. Dans le Parc national de Yellowstone, les routes perdent leur numérotation. Ce sont plutôt les routes dans le Parc qui font office de lien et qui amènent les routes aux différentes extrémités, dont la US 287 à la frontière du Montana.

### Montana
La US 287 entre au Montana dans le Parc national de Yellowstone mais débute officiellement à l'entrée ouest du Parc en multiplex avec la US 20 et la US 191. Les routes atteignent rapidement West Yellowstone et la US 191 / US 287 se sépare de la US 20 en allant vers le nord. Au nord de West Yellowstone, les deux route sse séparent et la US 287 prend la direction nord-ouest. Elle passe d'abord pas Ennis, où elle reprend la direction nord, puis près de Three Forks et Townsend, où elle forme un multiplex avec la US 12 jusqu'à Helena, où elle rejoint l'I-15 jusqu'à Wolf Creek. La US 287 continue, à partir de là, vers le nord-ouest jusqu'à Augusta puis vers le nord-est jusqu'à Choteau, où elle prend fin à la jonction avec la US 89.

## Intersections majeures
Segment sud
Texas
 US 69 / US 96 / SH 87 à Port Arthur. La US 69 / US 287 forment un multiplex jusqu'à Woodville. La US 96 / US 287 forment un multiplex jusqu'au sud de Lumberton.
 I-10 à Beaumont. Les routes forment un multiplex dans la ville.
 US 90 à Beaumont
 US 190 à Woodville
 US 59 à Corrigan
 US 84 à Palestine. Les routes forment un multiplex dans la ville.
 US 79 à Palestine
 I-45 à Corsicana. Les routes forment un multiplex jusqu'à Ennis.
 US 77 à Waxahachie
 I-35E à Waxahachie
 US 67 à Midlothian
 I-20 à Arlington. Les routes forment un multiplex jusqu'à Fort Worth.
 I-820 à Fort Worth. Les routes forment un multiplex dans la ville.
 I-30 à Fort Worth
 I-35W / US 377 à Fort Worth. Les routes forment un multiplex dans la ville.
 I-820 à Fort Worth
 US 81 à Fort Worth. Les routes forment un multiplex jusqu'à Bowie.
 US 380 à Decatur
 US 82 près de Henrietta. Les routes forment un multiplex jusqu'à Wichita Falls.
 US 281 à Wichita Falls. Les routes forment un multiplex dans la ville.
 US 277 à Wichita Falls. Les routes forment un multiplex dans la ville.
 I-44 à Wichita Falls. Les routes forment un multiplex dans la ville.
 US 70 / US 183 à Oklaunion. Les routes forment un multiplex jusqu'à Vernon.
 US 283 à Vernon
 US 62 / US 83 à Childress
 I-40 à Amarillo. Les routes forment un multiplex dans la ville.
 I-27 / US 60 / US 87 à Amarillo. La US 60 / US 287 forment un multiplex dans la ville. La US 87 / US 287 forment un multiplex jusqu'à Dumas.
 US 54 à Stratford
Oklahoma
 US 56 / US 64 / US 412 près de Boise City
 US 385 à Boise City. Les routes forment un multiplex jusqu'à Lamar, Colorado.
Colorado
 US 160 près de Springfield
 US 50 à Lamar. Les routes forment un multiplex jusqu'au sud de Wiley.
 US 40 près de Kit Carson. Les routes forment un multiplex jusqu'à Denver.
 I-70 / US 24 près de Limon. La US 24 / US 287 forment un multiplex jusqu'à Limon.
 I-70 à Limon
 I-70 à Limon. Les routes forment un multiplex jusqu'à Aurora.
 US 36 à Byers. Les routes forment un multiplex jusqu'à Aurora.
 I-225 à Aurora
 I-25 / US 6 / US 85 / US 87 à Denver
 I-70 à Denver
 I-76 à Berkley
 US 36 à Westminster
 US 34 à Loveland
Wyoming
 I-80 / US 30 à Laramie. La US 30 / US 287 forment un multiplex jusqu'à l'est de Rawlins.
 I-80 près de Walcott. Les routes forment un multiplex jusqu'à l'est de Rawlins.
 US 26 près de Morton. Les routes forment un multiplex jusqu'à Moran.
 US 89 / US 191 à Moran. Les routes forment un multiplex jusqu'à l'entrée sud du Parc national de Yellowstone.
Segment du Parc national de Yellowstone (désignation non-officielle)
 US 89 en multiplex de l'entrée sud du Parc jusqu'au nord de West Thumb.
 US 191 en multiplex de l'entrée sud du Parc jusqu'à l'entrée ouest du Parc.
 US 14 / US 16 / US 20 à West Thumb. La US 20 / US 287 forment un multiplex jusqu'à l'entrée ouest du Parc.
Segment nord
Montana
 US 20 / US 191 en multiplex depuis l'entrée ouest du Parc national de Yellowstone. Les routes forment un multiplex jusqu'à West Yellowstone.
 I-90 près de Three Forks
 US 12 à Townsend. Les routes forment un multiplex jusqu'à Helena.
 I-15 à Helena. Les routes forment un multiplex jusqu'au nord-est de Wolf Creek.
 US 89 à Choteau